# Dubyna (rejon czerniwecki)
Dubyna (ukr. Дубина) – wieś na Ukrainie, w obwodzie winnickim, w rejonie czerniweckim. W 2001 roku liczyła 162 mieszkańców.